# Izjum rajon
Izjum rajon (ukrainsk: Ізюмський район, tr. Izjumskij rajon) er en af 7 rajoner i Kharkiv oblast, hvor Izjum rajon er beliggende mod sydøst i oblasten, og rajonen grænser dermed op til oblasterne Luhansk og Donetsk. Efter Ukraines administrative reform fra juli 2020 er den tidligere Izjum rajon udvidet med andre nærtliggende rajoner på en sådan måde, at Izjum rajon er den arealmæssigt største rajon i Kharkiv oblast, og rajonens samlede befolkningstal er nået op på 181.600.